# 金佛山薹草
金佛山薹草（学名：Carex jinfoshanensis）是莎草科薹草属的植物。分布于中国大陆的四川等地，生长于海拔1,200米的地区，多生在阴处沟边，目前尚未由人工引种栽培。